# Pierre Josué Agénor Cadet
Pour les articles homonymes, voir Cadet.
Pierre Josué Agénor Cadet (né le 24 avril 1962 à Saint-Louis-du-Nord) est un ancien ministre de l'Éducation nationale, écrivain et professeur haïtien.

## Biographie
Né le 24 avril 1962 à Saint-Louis-du-Nord (département du Nord-Ouest), il a été  ministre de l'Éducation nationale et de la Formation professionnelle  du 12 mars 2017  au 20 juillet 2021.
Docteur ès lettres,Docteur en sciences de l'Éducation, politologue, journaliste, historien, professeur et écrivain auteur de plus d'une trentaine d'ouvrages, prix national de littérature, 25/08/2002, www.lenouvelliste.com[réf. nécessaire]  prix littéraire Joseph D. Charles en 2017 et Plume d'Or en 2023. Pierre Josué Agénor Cadet a été directeur du lycée Fritz Pierre-Louis de 2009 à 2017[réf. nécessaire].
Il est professeur de sciences sociales et de littérature dans divers collèges et lycées de Port-au-Prince. Il est également professeur d'Histoire Moderne et Contemporaine à l' Université.